# ミリストイルCoA-11-(E)-デサチュラーゼ
ミリストイルCoA-11-(E)-デサチュラーゼ（myristoyl-CoA 11-(E) desaturase）は、次の化学反応を触媒する酸化還元酵素である。
ミリストイルCoA + NAD(P)H + H+ + O2 {\displaystyle \rightleftharpoons } (E)-11-テトラデセノイルCoA + NAD(P)+ + 2 H2O
この酵素の基質はミリストイルCoA、NAD(P)H、H+とO2で、生成物は(E)-11-テトラデセノイルCoA、NAD(P)+とH2Oである。
この酵素は酸化還元酵素に属し、基質に特異的に作用する。酸素は酸化剤として還元される。組織名はn-tetradecanoyl-CoA,NAD(P)H:O2 oxidoreductase [11-(E) desaturating]である。